# 黃金豬～會計檢察廳·特別調查課～
《黃金豬～會計檢察廳·特別調查課～》（日语：黄金の豚-会計検査庁 特別調査課-）是一部日本電視劇，通稱黃金豬。2010年10月20日起，每週三22:00〜22:54（日本標準時間）在日本電視台播出；由篠原涼子領銜主演、岡田將生、大泉洋、桐谷健太、山口紗彌加、罇真佐子等人主演。首回播放時間為22:00〜23:09。

## 概要
本作是以日本的審計機關——會計檢察院為藍本虛構的行政機關「會計檢察廳」為中心，敘述會計檢察廳的官員們揭發中央省廳和地方政府各種違法行為的電視劇。
劇本是由撰寫過《工作一姐》和《破案天才奇娜》的吉田智子。這也是篠原涼子和大泉洋共同主演《派遣女王》和《工作狂媽媽》後睽違1年再度合作演出。本劇也是岡田將生在日本電視台的第一部演出作品。
戲劇標題為「從壞人們的手中把納稅人的錢還回來」。劇中用語中的「黄金豬」＝儲存國民財產的小豬撲滿，即全民繳納的稅金。

## 演員陣容

### 主要人物
- 堤芯子 - 篠原涼子（37）（幼年時期：紺野彩夏、延命杏咲實）香港配音：鄭麗麗

會計檢察廳特別調查課調查官。有欺詐案底，目前正在假釋中。得到久留米檢察官的破格錄用。
- 工藤優 - 岡田將生（23）香港配音：黃榮璋

會計檢察廳特別調查課調查官候補，是與堤芯子同時進入調查課的新人，東大畢業菁英，富有強烈正義感。喜歡芯子。
- 角松一郎 - 大泉洋（37）香港配音：蘇強文

會計檢察廳特別調查課調查官，以通過國家II種考試的身分進入會計檢察廳，富有強烈正義感。過去曾遭芯子騙婚。
- 金田鐵男 - 桐谷健太（31）香港配音：張方正

會計檢察廳特別調查課調查官，與角松共事多年。因為臉型的關係，被芯子取了「麵線南瓜」的綽號。
- 明珍 郁夫 - 生瀬勝久（45）香港配音：李錦綸

特別調査課課長。原本個性軟弱，但了解部下的努力之後，也逐漸激起了工作的鬥志。因為眉心有一顆白痣，被芯子取了「豆子」的綽號。
- 久留米勛 - 宇津井健（58）香港配音：譚炳文

檢察官。提攜堤芯子。為了讓芯子能進入會計檢察廳工作，刻意隱瞞芯子以往的前科紀錄。

### 會計檢查廳

#### 特別調查課1係
- 龜山榮一（調査官） - 小柳心
- 高井宏之（調査官） - 藤井宏之
- 長部秀樹（調査官） - 甲斐秀樹
- 喜多大助（主任） - 稲葉大助
- 本間哲也（副課長） - 井川哲也

#### 特別調査課3係
- 若松悠輔（副調査官） - 藤本悠輔
- 後藤仁（調査官） - 比佐仁
- 和田誠（調査官） - 小嶋誠
- 関谷昌敏（主任） - 關野昌敏
- 増本茂仁（副課長） - 錦田茂仁

#### 特別調査課事務
- 中野玲子（事務官） - 吉田桂子
- 村瀬美子（事務官） - 三村恭代
- 栗原宗洋（事務官） - 吉田宗洋
- 東隆雄（主任） - 五位野隆雄
- 牧野洋（係長） - 山田洋

### 堤家
- 堤啄子：罇真佐子

堤芯子之母，丈夫因還不出借款而跑路後，回到老家經營蔬果店「八百心」，並獨立撫養兩個女兒。很疼愛芯子，雖然平時總是對芯子十分嘮叨，但總是默默的對芯子付出關心。
- 堤霙：山口紗彌加

堤芯子之妹，個性樂觀，在酒店「年增園」當酒店公關。十分了解姊姊。

### 酒店「年增園」
- 小梅 - 矢澤心（香港配音：劉惠雲）

酒店公關。常對芯子出不少點子。
- 瑪麗蓮 - 能世安奈（香港配音：張頌欣）

酒店公關。自稱是前銀座第一酒店紅牌。單親媽媽。

### 各集人物
第1話
- 池之端友一（社會福祉廳長官） - 矢島健一
- 大島忠（老人之家「Aspiration Group」代表） - 入江雅人
- 池之端須麻子（友一之妻、「Aspiration Group」理事） - 角替和枝
- 面試芯子的保育園園長 - 大島蓉子

第2話
- 竹中誠治朗（警視廳東京警察署署長，警視正） - 高橋長英
- 武藤（警視東京警察署副署長） - 綾田俊樹
- 堺刑事（警視廳東京警察署警務課巡査部長） - 渡邊哲
- 小東（南麻布署捜査官） - 田口浩正
- 橋本香帆（歩道橋事故的受害者） - 石井香帆
- 警察廳長官 - 茂木和範

第3話
- 國枝公一（獨立行政法人國立高度醫療中心事務局長） - 神保悟志
- 櫻井昭造（國立高度醫療中心院長） - 品川徹
- 米森龍太（國立高度醫療中心研修醫） - 奥村知史
- 中山巌（財政省事務次官） - 小杉幸彦
- 到八百心義診的小鎮醫師 - 田口主將

第4話
- 漆原龍太郎（米牟田郡清杉村[1]村長) - 半海一晃
- 角松舟子（一郎的母親，蔥農） - 大川榮子
- 坂野上（清杉村副村長） - 大河内浩
- 町会長 - 有福正志

第5話
- 錦武久（全國教育管理委員會連合會會長） - 日野陽仁
- 花村（區立楡的木小學校校長） - 矢崎滋
- 手塚丸雄（區立楡的木小學校學生） - 濱田龍臣
- 彩香（丸雄的母親） - 江良陽彩

第6話
- 響由香里（東京國立大學理工學部教授） - 鈴木砂羽
- 栗田正彦（東京國立大學理工学部教授） - 袴田吉彦
- 赤木秀一（響實驗室學生） - 菊田大輔
- 黒井直人（響實驗室的學生） - 鈴木身来
- 白田博（響實驗室的學生） - 永岡卓也
- 青山和樹（響實驗室的學生） - 標永久
- 緑川達也（響實驗室的學生） - 春日由輝
- 桂（若葉銀行支店長） - 加藤満
- 電視節目主持人 - 辻岡義堂（日本電視台主播）

第7話
- 緒方廣務（駐阿布拉比大使館前大使） - 升毅
- 緒方之妻 - 山下容莉枝
- 柴田修（原駐阿布拉比大使館廚師）- 菅原大吉
- 俱樂部的媽媽桑 - 森奈海晴
- 留學生 - 井出卓也

## 收视率
| 集數                                                     | 播出日期       | 副標題                               | 導演     | 收視率 |
| -------------------------------------------------------- | -------------- | ------------------------------------ | -------- | ------ |
| 第1話                                                    | 2010年10月20日 | 税金官僚的敲詐!                      | 佐藤東彌 | 15.3%  |
| 第2話                                                    | 2010年10月27日 | 宴會警察的敲詐!                      | 佐藤東彌 | 14.2%  |
| 第3話                                                    | 2010年11月3日  | 醫院的敲詐!                          | 南雲聖一 | 12.1%  |
| 第4話                                                    | 2010年11月10日 | 母親的泣訴之村長的敲詐!              | 佐藤東弥 | 15.2%  |
| 第5話                                                    | 2010年11月17日 | 教育家的敲詐!                        | 南雲聖一 | 14.1%  |
| 第6話                                                    | 2010年11月24日 | 美人教授的敲詐                       | 山田信義 | 13.0%  |
| 第7話                                                    | 2010年12月1日  | 名人外交官的敲詐!                    | 佐藤東彌 | 13.0%  |
| 第8話                                                    | 2010年12月8日  | 最終的出賣                           | 南雲聖一 | 10.5%  |
| 最終話                                                   | 2010年12月15日 | 國家預算的暗藏!? 最終敵人總理的決戰! | 佐藤東彌 | 14.3%  |
| 平均收視率:13.5%(收視率は関東地区・ビデオリサーチ社調べ) |                |                                      |          |        |

## 主题曲
- 伊藤由奈

## 制作人员
- 剧本：吉田智子、山崎淳也（第6話共同脚本）
- 監修： 野村修也
- 导演：佐藤東弥、南雲聖一、山田信義
- 音樂：菅野祐悟
- 音樂製作人：志田博英
- 制作：日本電視台

## 腳註
1. ↑  雖然此地在日本的都道府縣為虛構地名、但其郵遞區號是現今的名古屋市綠區

## 外部連結
- 日本官方網站 （页面存档备份，存于）

## 節目的變遷
| 日本電視台 週三連續劇星期三22:00至22:54  | 日本電視台 週三連續劇星期三22:00至22:54                     | 日本電視台 週三連續劇星期三22:00至22:54 |
| ---------------------------------------- | ----------------------------------------------------------- | --------------------------------------- |
|                                          | 黃金豬～會計檢察廳·特別調查課～ （2010.10.20 - 2010.12.15） |                                         |
| 小螢的青春2 （2010.07.07 - 2010.09.15 ） | 美咲 No.1 （2011.01.12 - 2011.03.16）                       |                                         |

| 緯來日本台 週一至週五 22:00至23:00 | 緯來日本台 週一至週五 22:00至23:00        | 緯來日本台 週一至週五 22:00至23:00 |
| ---------------------------------- | ----------------------------------------- | ---------------------------------- |
|                                    | 黃金豬女王 （2011.01.20 - 2011.02.01）    |                                    |
| 龍馬傳 （2010.11.15 - 2011.1.19）  | 大奧 （重播） （2011.02.07 - 2011.03.22） |                                    |

| 香港 無綫劇集台 星期六 18:15-19:15                                                            | 香港 無綫劇集台 星期六 18:15-19:15                  | 香港 無綫劇集台 星期六 18:15-19:15         |
| --------------------------------------------------------------------------------------------- | --------------------------------------------------- | ------------------------------------------ |
|                                                                                               | （2011.05.14 - 2011.07.09）                         |                                            |
| 十年後依然愛你 （2011.04.16 - 2011.04.30）（17:30-19:15）                                     | 天使料理 （2011.07.23 - 2011.08.06）（17:30-19:15） |                                            |
| 香港 無綫電視翡翠台 週日 11:00至11:55 1月13日、3月24日 10:30至11:55 2月10日、3月17日 暫停播映 |                                                     |                                            |
| 跳舞醫生 （2012.10.28 - 2013.01.06）                                                          | （2013.01.13 - 2013.03.24）                         | 我與明星的99日 （2013.03.31 - 2013.06.02） |

| 台灣 MY 101綜合台 星期日 22:00至23:00             | 台灣 MY 101綜合台 星期日 22:00至23:00      | 台灣 MY 101綜合台 星期日 22:00至23:00 |
| ------------------------------------------------- | ------------------------------------------ | ------------------------------------- |
|                                                   | 黃金豬女王 （2013.07.14 - 2013.09.08）     |                                       |
| 唐吉訶德 (日本電視劇) （2013.04.28 - 2013.07.07） | 我的學生是惡夢 （2013.09.15 - 2013.11.17） |                                       |